# Festuca carrascana
Festuca carrascana är en gräsart som beskrevs av Stancík och Stephen Andrew Renvoize. Festuca carrascana ingår i släktet svinglar, och familjen gräs. Inga underarter finns listade i Catalogue of Life.